# Ulvi Radjab
 (juillet 2025).
Ulvi Radjab (en azéri : Ülvi Rəcəb Molla oğlu Şaşıqzadə), né en janvier 1903 et mort le 2 janvier 1938, est un acteur azerbaïdjanais, artiste émérite de la RSS d'Azerbaïdjan (1933).

## Biographie
Ulvi Radjab Shashik-oglu est né en janvier 1903 dans le village de Zhanivri près de Batoumi (aujourd'hui dans la municipalité de Shuakhevsky). Son père était de nationalité adjarie, son grand-père était turc et sa mère était géorgienne du côté paternel et russe du côté maternel. Depuis 1918, il se produit dans la troupe azerbaïdjanaise dirigée par Huseyn Arablinsky. Depuis 1922, il se produit au Théâtre dramatique d'État d'Azerbaïdjan de Tiflis. En 1925, il devient l'un des principaux acteurs du Théâtre national académique dramatique azerbaïdjanais. L'un des professeurs d'Ulvi Rajab était Abbas Mirza Sharifzadeh. Pour ses services dans l'art théâtral, le 25 avril 1933, Ulvi Rajab reçoit le titre honorifique d'Artiste émérite de la RSS d'Azerbaïdjan .

## Répression et exécution
En 1937, il est accusé d'activités contre-révolutionnaires, condamné à mort par le Collège militaire de la Cour suprême de l'URSS et exécuté le 2 janvier 1938 à Bakou. Le 7 décembre 1955, la sentence est annulée faute de preuves d'un crime.

## Création
L'art d'Ulvi Rajab combine la profondeur réaliste et le pathétique romantique. Il crée les images scéniques d'Othello, Hamlet, Roméo (Othello, Hamlet, Roméo et Juliette de Shakespeare), Franz Moor (Les Voleurs de Schiller). Parmi ses meilleurs rôles dans le drame russe et national, on peut citer Satin (Aux profondeurs inférieures de Maxime Gorki), Krechet ( Platon Krechet de Korneychuk), Siyavuch, Cheikh Senan ( Siyavuch), Akshin, Yashar (La Mariée du Feu , Yashar de Djafar Djabbarli).

## References
1. ↑  (ru) « Что такое УЛЬВИ РАДЖАБ », sur slovar.cc/enc/bse,‎ 2012 (consulté le 8 octobre 2024)
2. ↑  (ru) « К юбилею Ульви Раджаба: "Он страстно идет от этапа к этапу в борьбе с королем, он парирует все удары..." (ФОТО) », sur trend.az,‎ 9 января 2023 (consulté le 8 octobre 2024)
3. ↑  (az) « Acar oğlu Ülvi Rəcəbin fəaliyyətində azərbaycançılığa xidmət amili.. », sur anl.az, 2016.- 18 dekabr. (consulté le 8 octobre 2024)